# 唐·麦肯齐 (游泳运动员)
唐·麦肯齐（英語：Don McKenzie，1947年5月11日—2008年12月3日），美国男子游泳运动员。他曾代表美国参加1968年夏季奥林匹克运动会游泳比赛，获得男子100米蛙泳和男子4×100米混合泳接力金牌。